# Kreis Eupen
| Basisdaten                    | Basisdaten           |
| ----------------------------- | -------------------- |
| Preußische Provinz            | Rheinprovinz         |
| Regierungsbezirk              | Aachen               |
| Verwaltungssitz               | Eupen                |
| Fläche                        | 176 km² (1910)       |
| Einwohner                     | 26.156 (1910)        |
| Bevölkerungsdichte            | 149 Einw./km² (1910) |
| Gemeinden                     | 9 (1910)             |
| Bestandszeitraum              | 1816–1921            |
| Lage des Kreises Eupen (1905) |                      |
|                               |                      |

Der Kreis Eupen war ein Landkreis, der von 1816 bis 1920 zur preußischen Rheinprovinz gehörte. Der Kreissitz war in Eupen. Der größte Teil des früheren Kreisgebiets gehörte ab 1920 zum Gouvernement Eupen-Malmedy und seit 1925 im Bezirk Verviers der belgischen Provinz Lüttich.

## Geschichte
Der Kreis Eupen wurde 1816 im preußischen Regierungsbezirk Aachen aus den acht Bürgermeistereien Eupen, Eynatten, Hergenrath, Kettenis, Lontzen, Preußisch Moresnet, Raeren und Walhorn gebildet. Das Gebiet gehörte ursprünglich zum Herzogtum Limburg und wurde infolge des Wiener Kongresses 1815 preußisch. Heute noch erinnern die alten Belgisch-Preußischen Grenzsteine an den ehemaligen Verlauf der Grenze. Mit der Einführung der Gemeindeordnung für die Rheinprovinz von 1845 wurde die Bürgermeisterei Hergenrath in die beiden Gemeinden Hauset und Hergenrath untergliedert. Die übrigen  Bürgermeistereien bildeten jeweils eine einzige Gemeinde. Eupen erhielt 1856 die Rheinische Städteordnung. Im Kreis Eupen bestanden damit zuletzt eine Stadt und acht weitere Gemeinden:
Durch den Versailler Vertrag fiel zunächst das gesamte Kreisgebiet am 10. Januar 1920 an Belgien und wurde Teil des heutigen Ostbelgiens. Bis 1925 gehörte das Kreisgebiet zum provisorischen Verwaltungsbezirk Gouvernement Eupen-Malmedy. Der Kreis Eupen wurde zum Ende des Jahres 1921 aufgelöst. In Nachverhandlungen wurden zwischen dem Deutschen Reich und Belgien mehrere Grenzkorrekturen vereinbart. Dadurch kehrten die Ortschaften Bildchen, Lichtenbusch und Sief, die zum Kreis Eupen gehört hatten, ins Deutsche Reich zurück und wurden am 1. November 1922 in die Stadt Aachen eingegliedert.
Während der deutschen Besetzung Belgiens im Zweiten Weltkrieg (Mai 1940 bis 1944/45) wurde das 1919 abgetretene Gebiet vom Deutschen Reich zusammen mit den plattdeutschen Gemeinden, die vor 1920 zu Belgien gehört hatten, annektiert und als Landkreis Eupen wieder dem Regierungsbezirk Aachen zugeschlagen.

## Einwohnerentwicklung

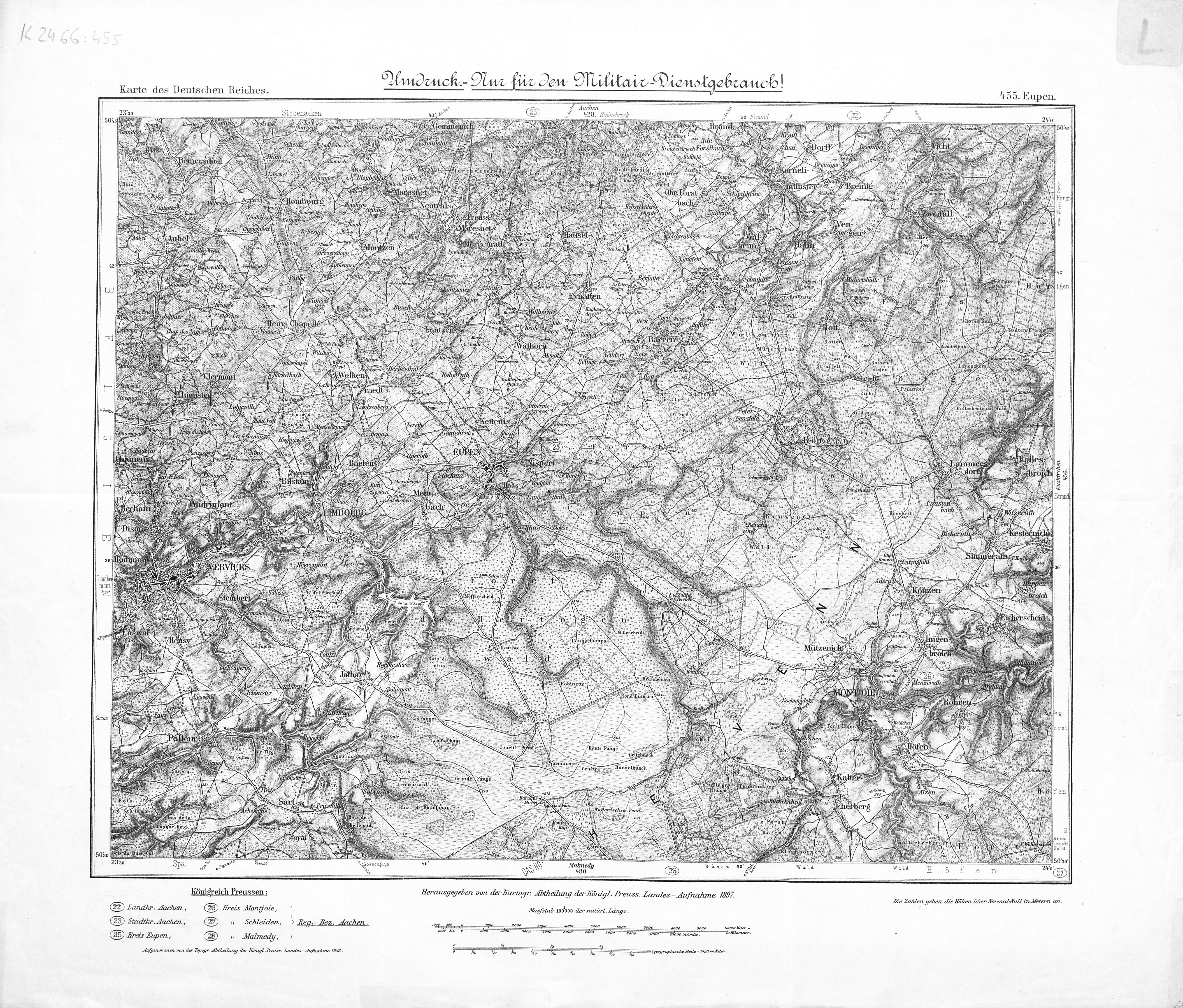
Der Raum Eupen auf einer Karte aus dem Jahr 1910

### Kreis
| Jahr | Einwohner |
| ---- | --------- |
| 1825 | 18.599    |
| 1852 | 22.630    |
| 1871 | 25.299    |
| 1880 | 25.888    |
| 1890 | 27.132    |
| 1900 | 26.083    |
| 1910 | 26.156    |

### Gemeinden
Die Gemeinden des Kreises Eupen (Stand 1. Dezember 1910):
| Gemeinde           | Einwohner |
| ------------------ | --------- |
| Eupen              | 13.544    |
| Eynatten           | 1373      |
| Hauset             | 944       |
| Hergenrath         | 1343      |
| Kettenis           | 1306      |
| Lontzen            | 2156      |
| Preußisch Moresnet | 582       |
| Raeren             | 3801      |
| Walhorn            | 1107      |

## Landräte
| Amtszeit  | Landrat                 |
| --------- | ----------------------- |
| 1816–1837 | Bernhard von Scheibler  |
| 1837–1849 | August von Reiman       |
| 1849–1866 | Amand von Harenne       |
| 1866      | Julius The Losen        |
| 1866      | Otto Jaeger (komm.)     |
| 1866–1868 | Robert von der Heydt    |
| 1868      | Julius The Losen        |
| 1868–1871 | Edwin Gülcher           |
| 1871–1883 | Alfred Sternickel       |
| 1883–1908 | Alfred Gülcher          |
| 1909–1914 | Walter The Losen        |
| 1914–1916 | Herbert Rohde           |
| 1916–1917 | Friedrich von Zitzewitz |
| 1917–1920 | Friedrich von Kesseler  |
| 1941–1944 | Felix Seulen            |